# HD 28185
HD 28185 är en ensam stjärna belägen i den norra delen av stjärnbilden Eridanus. Den har en  skenbar magnitud av ca 7,80 och kräver åtminstone en stark handkikare eller ett mindre teleskop för att kunna observeras. Baserat på parallax enligt Gaia Data Release 2 på ca 25,4 mas, beräknas den befinna sig på ett avstånd på ca 129 ljusår (ca 39 parsek) från solen. Den rör sig bort från solen med en heliocentrisk radialhastighet på ca 50 km/s.

## Egenskaper
HD 28185 är en gul till vit stjärna i huvudserien av spektralklass G5 V. Den har en massa som är ungefär lika med solmassan, en radie som är ca 1,2 solradier och har ca 1,2 gånger solens utstrålning vid en effektiv temperatur av ca 6 000 K.
Stjärnan liknar solen men roterar långsammare, med en rotationsperiod på ca 30 dygn, jämfört med 25,4 dygn för solen. Liksom majoriteten av värdstjärnor för exoplaneter är HD 28185 metallrik i förhållande till solen och innehåller ca 73 procent mera järn.

## Planetsystem
Huvudartikel: HD 28185 b
År 2001 upptäcktes en exoplanet i storlek som Jupiter betecknad HD 28185 b i en bana kring stjärnan med en omloppsperiod av 1,04 år. Till skillnad från många exoplaneter med lång period har den en låg excentricitet i omloppet. Planeten har liknande insolation som Jorden, vilket har lett till spekulationer om möjligheterna till beboeliga månar. Dessutom tyder numeriska simuleringar på att planeter med låg massa i gasjättepositioner skulle vara stabila under långa perioder. Planetens existens bekräftades oberoende av Magellan Planet Search-programmet 2008.
Stjärnan visar också tecken på en långsiktig trend i radialhastighet, vilket kan tyda på närvaro av en ytterligare yttre följeslagare.